# Dalateatern
Dalateatern, eller formellt Stiftelsen Länsteatern i Dalarna, är en av Sveriges 21 länsteatrar. 
Dalateatern startade som fri grupp 1973. Sedan 1975 är Dalateatern länsteater. 
Dalateatern är en stiftelse med Region Dalarna som stiftare och ensam huvudman. 

## Verksamhet
Dalateatern driver teaterverksamhet och utvecklar infrastruktur för den professionella dansen inom Dalarnas län med en fast skådespelarensemble och frilansare. Teatern verkar även som resurscentrum och samarbetar med och ger stöd åt länets amatörteaterverksamhet, estetutbildningar och fria scenkonst-konstellationer. Dalateatern har arbetsgivaransvar för verksamhetsutvecklaren inom dans i länet.
Dalateatern har sitt säte i Falun, med cirka 32 årsanställda och gör tre till fem egna produktioner om året. Dalateatern omsätter ca 32 milj kr, 2019. Medel till verksamheten får Dalateatern från Region Dalarna (57%), Statens Kulturråd (26%), Falu kommun (7%) och egen finansiering (10%).
Dalateatern har särskilts uppmärksammats för sina pjäser för barn och ungdom. Idag riktar Dalateatern hälften av sin teaterverksamhet mot barn och unga, främst i form av skolföreställningar. Fördjupande projekt i skolan, för, av och med barn och unga genomförs kontinuerligt.
Dalateaterns produktioner turnerar i länets alla kommuner. Förutsättningen är att någon arrangerar föreställningen. Det är ofta en lokal Riksteater- eller teaterförening som gör jobbet ideellt. Arrangörer kan också vara en bygdegårdsförening, Folkets Hus-förening eller kulturförvaltningen i kommunen.
Utöver den egenproducerade repertoaren arrangerar Dalateatern varje spelår ett flertal gästspel av fria kulturproducenter i och utom länet gällande till exempel soppteater, barnteaterlördagar och dans.
Dalateatern bedriver ett främjande och fördjupande arbete för scenkonsten i anslutning till egna produktioner och även i samarbete med folkbildningsrörelsen, Riksteatern Dalarna, m.fl. Sedan 2019 har Dalateatern även länets verksamhetsutvecklare för dans anställd i organisationen. 
Dalateatern verkar för att vara en plats för det angelägna samtalet. Kring varje produktion erbjuds möjlighet till fördjupade samtal rörande underliggande tematiker och Dalateatern samarbetar med intresseorganisationer och studieförbund i samhället som arbetar med dialog och reflektion som metod.
Gugge Sandström var under många år teaterchef på Dalateatern. Lisa Hugoson var chef för Dalateatern från 2013 till 2021. Sedan augusti 2021 är Daniel Rylander teaterchef.

## Dalateaterns produktioner i urval
- Ett Dockhem 2025
- Pojke med resväska 2025
- STÅL! 2024
- Carmilla 2024
- I ett hus vid tidens slut 2024
- Legenden om Sally Jones 2024
- Cabaret 2023
- Det jag bara vågar drömma om 2023
- Jag gillar Siv 2023
- Den Fule 2023
- Ödesmärkt 2022
- Så vitt jag minns 2022
- Jekyll vs Hyde 2022
- Ålevangeliet 2021
- Vasa 2020
- Tennistiden 2020
- Flickan, mamman och soporna 2020
- Andra sidan 2020
- Pelikanen 2019
- Det röda trädet 2019
- Sweeney Todd 2019
- Du måste öva dig i det verkliga 2018
- Livet kom så plötsligt 2017
- Bergtagna 2017
- Försvinnandet 2017
- Det du inte såg 2016
- I skuggan av Falubränderna 2016
- Måsen 2015
- Först föds man ju 2014
- Oliver! 2014
- Byta plats 2013
- Hemsöborna 2012/2013
- Under hallonbusken 2012
- Spelman på taket 2011
- Audiens 2011
- Häxa 2011
- Natten är dagens mor 2010
- Selmas kärlekar 2009
- Romeo och Juliet 2007
- Fet Mats 2005
- Stormen 2003
- La strada del amore 2003
- Masjävlar 2002
- Lysistrate 1982